# Thorectinae
Thorectinae is een onderfamilie van sponsdieren uit de klasse van de Demospongiae (gewone sponzen). 

## Geslachten
- Aplysinopsis Lendenfeld, 1888
- Cacospongia Schmidt, 1862
- Collospongia Bergquist, Cambie & Kernan, 1990
- Dactylospongia Bergquist, 1965
- Fascaplysinopsis Bergquist, 1980
- Fasciospongia Burton, 1934
- Fenestraspongia Bergquist, 1980
- Hyrtios Duchassaing & Michelotti, 1864
- Luffariella Thiele, 1899
- Narrabeena Cook & Bergquist, 2002
- Petrosaspongia Bergquist, 1995
- Scalarispongia Cook & Bergquist, 2000
- Semitaspongia Cook & Bergquist, 2000
- Smenospongia Wiedenmayer, 1977
- Taonura Carter, 1882
- Thorecta Lendenfeld, 1888
- Thorectandra Lendenfeld, 1889
- Thorectaxia Pulitzer-Finali & Pronzato, 1999